# Matevž Krmelj
Matevž Krmelj, slovenski bogoslovec, * 12. avgust 1922, Stara Loka, † 21. september 1943, Turjak.

## Življenjepis
Rojen je bil v Stari Loki na Gorenjskem, kot sin kmečkih staršev. Sedem razredov gimnazije je dokončal v Kranju, osmega in maturo pa ob razpadu Jugoslavije v Ljubljani. Vstopil je v bogoslovje, a je dokončal le dva letnika.
Zaradi šibkega zdravja, belezni na želodcu in revmatizma, je velikokrat odšel na Račno. Tam je bil tudi, ko je razpadla savojska vojska. Želel se je umakniti v Ljubljano, toda partizanske zasede so mu do preprečile. Odšel je na grad Turjak. Med boji v okolici gradu je pomagal ranjencem in jih nosil v ambulanto. Pri tem ga je lažje ranila mina. Ko so partizani zavzeli grad, so ga skupaj z drugimi ranjenci 23. septembra ustrelili.